# مؤسسه تحقیقات واکسن و سرم‌سازی رازی
مؤسسهٔ تحقیقات واکسن و سرم‌سازی رازی یک بنیاد پژوهشی است که در ۱۶ دی ۱۳۰۳ توسط مصطفی‌قلی بیات بنیان‌نهاده شده و یکی از بزرگ‌ترین و معتبرترین مؤسسات فعال در زمینهٔ پژوهش و تولید سرم و واکسن در ایران و خاورمیانه است. این مؤسسه بیشتر در زمینهٔ دامپزشکی فعال است و سالانه بیش از ۳٫۵ میلیارد دز انواع فراورده‌های زیستی تولید می‌کند. این مؤسسه که در منطقه حصارک بالا در استان البرز قرار دارد و زیرمجموعهٔ سازمان تات است.

## نامگذاری
نام این مؤسسه بارها تغییر کرده است. به دستور احمد قوام به «بنگاه تحقیقات واکسن و سرم‌سازی رازی» تغییرنام یافت. تا اینکه در سال ۱۳۲۵ خورشیدی، شمس‌الدین امیرعلائی، سرپرست وزارت کشاورزی پیشنهاد داد به پاس خدمات زکریای رازی نام این مؤسسه «رازی» باشد.

## تاریخچه

### قاجاریان
محوطه جنوبی مؤسسه رازی در دوران قاجار به‌عنوان مرکز درمان اسبان، سواران، پیک‌ها و دام‌ها استفاده می‌شد. پس از جنگ جهانی اول، ایران دچار قحطی و بیماری‌های واگیردار گسترده‌ای در مردم و دام شد که درمان این بیماری‌ها سبب تأسیس انستیتو پاستور ایران در سال ۱۲۹۸ شد. در سال ۱۹۲۴ میلادی (۱۳۰۳ خورشیدی) مجمع جهانی بهداشت همه کشورها را ملزم به تأسیس واحدهایی برای مبارزه با بیماری‌های دامی و جلوگیری از تحمیل خسارت‌های سنگین ناشی از بروز متوالی بیماری طاعون گاوی کرد. در مهر ۱۳۰۳ لایحه تأسیس «مؤسسهٔ دفع آفات حیوانی و سرم‌سازی ایران» توسط مصطفی‌قلی بیات خواهرزاده محمد مصدق تهیه و به مجلس شورای ملی ارائه شد. مجوز تأسیس مؤسسه ساعت ۱۲ ظهر روز سه‌شنبه ۱۶ دی ۱۳۰۳ تصویب شد.

### دوران پهلوی

#### جانمایی
انستیتو پاستور در تهران جای کافی برای نگهداری حیوانات بزرگ نداشت. برای همین، مرکز رازی را به یک زمین بسیار بزرگ خالی در نزدیکی روستایی در حصارک کرج منتقل کردند. امروز مؤسسه رازی در مسیر جاده قدیم قزوین که به خیابان شهید بهشتی کرج تغییرنام یافته قرار دارد که مسیر مواصله تاریخی قزوین و شهر ری در جاده ابریشم بوده است.

#### آغاز به کار
مرکز «دفع آفات حیوانی و سرم‌سازی» از سال ۱۳۰۳ تا سال ۱۳۰۶ خورشیدی توانست با تولیدات دارو، طاعون گاوی را از بین ببرد. پس از آن هنگام هجوم ملخ‌ها به ایران، دولت به دلیل گرانی ارز مشکل واردات داشت. بنابراین این مرکز به تولید سم ملخ پرداخت و مشکل ملخ تا سال ۱۳۰۹ از بین رفت. سپس به تولید انواع واکسن‌ها و سرم‌های دارای کاربرد پزشکی و دامپزشکی گسترش یافت. در سال ۱۳۰۹ محمود فاتح، نماینده وزارت اقتصاد در سفری به اروپا از لویی پیر دلپی، انگل‌شناس فرانسوی، درخواست کرد مدیریت مؤسسه را با وظایف تازه آن به عهده بگیرد.

#### تولید واکسن در ایران
درپی جنگ جهانی دوم، مؤسسه رازی چند سالی به اشغال نیروهای ارتش سرخ درآمد و آنها چند باب بنای با کاربرد نظامی در محوطه مؤسسه ساختند. همچنین در طول این جنگ واکسن دیفتری به شدت کم‌یاب شد. بنابراین مؤسسه رازی با سرپرستی دکتر حسین میرشمسی  نخستین واکسن ایرانی را بسازد. این مؤسسه تا سال ۱۳۲۵ موفق به ساخت دیفتری کزاز شد که جهش مهمی در علم پزشکی در ایران بودند. با گذر زمان و با تلاش حسین میرشمسی و همکاران او واکسن‌های سرخجه، سرخک، اوریون و فلج اطفال هم ساخته شدند که در مجموع ۶۰ درصد واکسن مورد نیاز ایران را تامین می‌کرد. این مؤسسه پس از گذشت چند سال از تأسیس، علاوه بر اشباع تولید واکسن توانست رتبه یک در منطقه غرب آسیا را از آن خود کند.

#### تولید پادزهر
تا پیش از تولید پادزهر سم مار توسط مؤسسه رازی سالانه ۱۵۰ هزار نفر بر اثر سم مار می‌مردند. در سال ۱۳۳۵ به کوشش دکتر محمود لطیفی که رئیس بخش جانوران سمی مؤسسه رازی بود تلاشی ۱۰ ساله برای تهیه نقشه کشوری جانوران سمی مار و عقرب را آغاز کرد. تیم او با گردآوری شش نوع مار سمی از خانواده کبرا و افعی و ترکیب زهرهای آنها یکی از بهترین پادزهرهای مار را تهیه کردند. به دنبال آن برای سال‌ها مارگیرها در فصل‌های گرم با کیف‌های پر از مار و عقرب، هر روز صبح جلوی ساختمان مؤسسه رازی صف می‌بستند. از سال ۱۳۸۱ به پیشنهاد سازمان حفاظت محیط زیست کارشناسان زهرگیر مؤسسه با کمک مارگیرها به نقاط مختلف ایران می‌رفتند و همان‌جا زهرگیری می‌کردند.

### پس از انقلاب
- نام و نشان رسمی «مؤسسه تحقیقات واکسن و سرم‌سازی رازی» تأیید شدند.
- تملیک اراضی شرقی حصارک بالا
- ایجاد و هدایت نخستین و بیشترین شمار شرکت‌های دانش‌بنیان حوزه سلامت
- تأمین ۶۰ درصد واکسن‌های ضروری انسانی، ۹۰ درصد واکسن‌های دامی و ۳۰ درصد واکسن‌های طیور[۵]
- کسب امتیاز نشریه واکسن و پیشگیری از بیماری‌ها در دام‌پزشکی[۶]
- تأمین کل واکسن فلج اطفال ایران[۷] و ریشه کنی موقت آن و تأمین منطقه مدیترانه شرقی[۸]
- نظامیان ناتو از برخی از محصولات ضد سم این مؤسسه در طول جنگ در افغانستان (۲۰۲۱–۲۰۰۱) استفاده کردند. زیرا مارهای بومی افغانستان در ایالات متحده و اروپا بررسی نشده بودند.[۹] بر پایه گزارش وال‌استریت ژورنال نیروی زمینی آمریکا از دی ۱۳۸۹ در یک دوره از طریق یک واسطه ۱۱۰ پادزهر به ارزش ۳۱۰ دلار خریده است. دولت آمریکا برای خرید این پادزهرها مجبور شد تحریم‌های خود را دور بزند.[۲]

عمده‌ترین محصول رازی همچنان واکسن و پادتن‌های حیوانی است که توانست آنها را به کشورهای دیگر صادر کند. اما واکسن‌های انسانی مؤسسه رازی وارد بازار جهانی نشدند. به همین دلیل عملکرد مؤسسه رازی پس از انقلاب مورد انتقاد بود. پس از انقلاب به دلیل تحریم‌های غرب بر مواد چندکاربردی مورد استفاده در جنگ‌افزار کشتارجمعی و به طور مشخص تحریم‌های کانادا علیه مؤسسه رازی، پیشرفت این مؤسسه محدود شد. مشکلات ساختاری و سوء مدیریت نیز بر عملکرد این مؤسسه تاثیر گذاشتند. به همین دلایل خط تولید بسیاری از واکسن‌های مؤسسه متوقف شد. تلاش این مؤسسه برای تولید واکسن کووید ۱۹ کووپارس هم که بسیار برای آن تبلیغ شد، دستاورد چشمگیری نداشت.

#### فراورده‌ها و واکسن‌های کشف‌شده پس از انقلاب
- کمپلمان خرگوش
- کمپلمان خوکچه هندی
- همولیزین
- خوکچه موتانت بی مو
- روغنی نیوکسل
- روغنی آنفلوانزا
- روغنی نیوکاسل- آنفلوانزا
- کیت HI نیوکاسل آنفلوانزا
- ایریبا
- B1-H120 دوگانه
- لاکتوکوکوزیس ماهی
- دوگانه- H120 لاسوتا
- واکسن قطره چشمی Rev.1
- طاعون نشخوارکنندگان کوچک
- کیت تشخیص یون
- تخم مرغ ویژه فاقد پادگن
- واکسن ام‌ام‌آر
- نیوکاسل مقاوم به گرما
- نیوکاسل کلون
- کیت تشخیص بروسلوز
- آبله قناری
- سرخک
- نیوکاسل لاسوتا
- پادگن رزبنگال
- فلج اطفال
- سرم ضد عقرب گزیدگی
- پلت حیوانات آزمایشگاهی
- برونشیتهای IB12IR و H 120 و H 52
- پاستورلوز- شاربن علامتی
- لارنگوتراکییت
- سرم ضد کزاز
- پاستورلوز طیور
- گامبورو
- مارک
- تیلریوز گوسفند
- سرخجه
- اوریون
- تکثیر موش‌های آزمایشگاهی نژادهای BALB/c, C57BL/6 و NIH
- موش و رت نژاد RAZI/A
- در بحبوحه همه‌گیری کروناویروس، این مؤسسه در سال ۱۳۹۹ موفق به اختراع و تولید انبوه واکسن نوترکیب رازی کوو پارس شد.

## امتیازات علمی
- نشریه علمی پژوهشی آرشیو رازی، یکی از معتبرترین نشریات علمی خاورمیانه است.[۱۰]
- پذیرش دانشجو در مقطع کارشناسی‌ارشد رشته‌های ویروس‌شناسی پزشکی و میکروب‌شناسی پزشکی از سال ۱۳۷۳
- تأسیس نخستین شرکت دانش‌بنیان ایران در حوزه سلامت[۱۱]

### آزمایشگاه‌های مرجع ملی و جهانی
این مؤسسه قطب آزمایشگاه‌های تشخیص و پژوهش با مرجعیت ملی یا جهانی زیر است:
- آزمایشگاه مرجع بین‌المللی برای تشخیص بیماری‌های آبله گاوی، بزی و گوسفندی با هماهنگی دفتر بهداشت و مدیریت بیماری‌های دامی
- آزمایشگاه ملی تب برفکی
- آزمایشگاه ملی تحقیقات پاستورلا
- آزمایشگاه ملی تحقیقات تیلریوز
- آزمایشگاه ملی سل دامی
- آزمایشگاه ملی تحقیقات کنه
- آزمایشگاه رفرانس جانوران سمی
- آزمایشگاه رفرانس مایکوپلاسما
- آزمایشگاه رفرانس سموم جانوری
- آزمایشگاه رفرانس آنفلوآنزای فوق حاد پرندگان
- آزمایشگاه رفرانس آبله دامی

### افراد سرشناس
- مصطفی‌قلی بیات، معاون وزارت فلاحت، فوائد عامه و تجارت؛ به‌عنوان مؤسس مؤسسه
- عبدالله حامدی، نخستین رئیس مؤسسه
- سید حسین میرشمسی، چهره ماندگار علمی ایران، مؤسس بخش واکسن‌های ویروسی انسانی
- عباس شفیعی، چهره ماندگار دامپزشکی ایران

### کتابخانه مؤسسه رازی
مؤسسه دارای یک کتابخانه مرکزی با زیربنای اعیانی ۱۵۰۰ متر مربع است که از سال ۱۳۰۹ ه‍.ش آغاز به کار نموده است. بیشتر منابع موجود راجع به علوم دامپزشکی و پزشکی می‌باشند. تعداد منابع به صورت زیر است:
- کتاب‌های خارجی: عمدتاً به زبان‌های انگلیسی، فرانسوی، عربی و ترکی استانبولی ۷۶۳۰ جلد
- کتاب‌های فارسی: ۳۹۳۶ جلد
- نشریات خارجی: ۴۰۹ سلسله
- نشریات فارسی: ۲۷۸ سلسله
- پایان‌نامه‌های خارجی: ۱۱ مصحف
- پایان‌نامه‌های فارسی: ۳۴۹ مصحف
- سی‌دی: ۴۶۷ لوحه
- طرح‌های پژوهشی: ۴۰۶ عنوان
- کتاب‌های الکترونیکی: ۲۳۲۶ عنوان
- مقالات خارجی مؤسسه رازی: ۶۸۸ مقاله
- مقالات فارسی مؤسسه رازی: ۴۷۰ مقاله

## ساختار مدیریتی
این مؤسسه توسط یک رئیس و هیئت امنایی متشکل از نمایندگانی از وزارت بهداشت، درمان و آموزش پزشکی، سازمان دامپزشکی کشور و غیره که بر آن نظارت دارند، اداره می‌شود. مؤسسه رازی از چهار معاونت تشکیل شده است:
- معاونت تحقیقات و فناوری
- معاونت تحقیق و تولید
- معاونت برنامه‌ریزی و پشتیبانی
- معاونت تضمین کیفیت

### تغییرات سازمانی
این مؤسسه در زمان تأسیس تحت نظارت وزارت فلاحت و فوائد عامه (وزارت کشاورزی وقت) درآمد.
در ۱۰ دی ۱۳۷۹ با ادغام وزارت کشاورزی و وزارت جهاد سازندگی، تحت نظارت سازمان تحقیقات، آموزش و ترویج وزارت جهاد کشاورزی درآمد. به علاوه، به واسطه گستردگی فعالیت‌های آن، امروزه هیئت‌امنایی متشکل از نمایندگانی از وزارت بهداشت، درمان و آموزش پزشکی ایران، سازمان دامپزشکی کشور و غیره بر آن نظارت دارند.

### رؤسای مؤسسه از آغاز تاکنون[۱۲]
مؤسسه رازی از ۱۳۰۳ تا ۱۳۵۸ هشت مدیر داشت، اما پس از انقلاب به دلیل تاثیرات سیاسی تا سال ۱۴۰۳ ۱۶ مدیر و سرپرست عوض کرد.
| نام                | سال شروع ریاست | سال پایان ریاست |
| ------------------ | -------------- | --------------- |
| عبدالله حامدی      | ۱۳۰۳           | ۱۳۰۵            |
| مرتضی کاوه         | ۱۳۰۵           | ۱۳۰۷            |
| لویی دلپی          | ۱۳۱۰           | ۱۳۲۹            |
| عزیز رفیعی         | ۱۳۲۹           | ۱۳۴۳            |
| مرتضی کاوه         | ۱۳۴۴           | ۱۳۵۶            |
| حمزه رامیار        | ۱۳۵۶           | ۱۳۵۸            |
| عبدالعزیز اردلان   | ۱۳۵۸           | ۱۳۵۸            |
| منوچهر بهارصفت     | ۱۳۵۸           | ۱۳۵۹            |
| مهدی اکبرزاده      | ۱۳۵۹           | ۱۳۶۱            |
| هادی هدایتی        | ۱۳۶۱           | ۱۳۶۳            |
| منوچهر بهارصفت     | ۱۳۶۳           | ۱۳۶۷            |
| سید جواد قطب‌شریف   | ۱۳۶۷           | ۱۳۶۸            |
| محمد حسامی قاجار   | ۱۳۶۸           | ۱۳۶۹            |
| حسن روستایی        | ۱۳۶۹           | ۱۳۷۱            |
| علی‌اکبر محمدی      | ۱۳۷۱           | ۱۳۷۹            |
| محمدعلی اخویزادگان | ۱۳۷۹           | ۱۳۸۳            |
| حمید کهرام         | ۱۳۸۳           | ۱۳۸۴            |
| عبدالحسین دلیمی    | ۱۳۸۴           | ۱۳۹۰            |
| هادی فامیل قدکچی   | ۱۳۹۰           | ۱۳۹۲            |
| حمید کهرام         | ۱۳۹۲           | ۱۳۹۶            |
| مسعود هاشم‌زاده     | ۱۳۹۶           | ۱۳۹۶            |
| علی اسحاقی         | ۱۳۹۶           | -               |

### شعبه‌ها
با این که مرکزیت مؤسسه در کرج قرار گرفته، دارای شعب در شهرستان‌های زیر است:
- اراک (منطقهٔ مرکزی کشور)
- اهواز (منطقهٔ جنوب‌غرب کشور)
- شیراز (منطقهٔ جنوب کشور)
- کرمان (منطقهٔ جنوب‌شرق کشور)
- مرند (منطقهٔ شمال‌غرب کشور)
- مشهد (منطقهٔ شمال‌شرق کشور)

### ارتباطات خارجی
مؤسسهٔ مزبور برای تبادل تجربیات، گرفتن مجوزها و صادرات با سازمان‌ها و ادارات بین‌المللی همکاری دارد. مهم‌ترین این سازمان‌ها عبارتند از:
- سازمان جهانی بهداشت
- سازمان دامپزشکی جهانی
- سازمان خواربار و کشاورزی ملل متحد (فائو)
- پس از انقلاب ۱۳۵۷ و اعمال تحریم‌های بین‌المللی علیه ایران، مراودات با کشورهای توسعه‌یافته کمتر و با کشورهای اسلامی بیشتر شده است.
- انتقال فناوری تولید واکسن به کوبا، سنگال و مالی[۱۳]

## تولیدات
به‌طور کلی تولیدات مؤسسه رامی توان به صورت زیر دسته‌بندی کرد:
- واکسن‌های ویروسی انسانی
- واکسن‌های باکتریایی انسانی
- واکسن‌های ویروسی دامی
- واکسن‌های باکتریایی دامی
- سرم‌ها انسانی
- سرم‌های دامی
- واکسن‌های طیور
- واکسن‌های آبزیان
- تشخیص بیماری‌ها
- تحقیقات و نشریات علمی

### فراورده‌ها
از مهم‌ترین فراورده‌های مؤسسه می‌توان به موارد زیر اشاره کرد:
- سرم‌های دیفتری و کزاز
- سرم‌های درمانی ضد زهر: انواع عقرب و مار
- انواع پادگن‌ها شامل: آنتی‌ژن رزبنگال، آنتی‌ژن رایت، آنتی‌ژن پولوروم
- انواع فراورده‌های خونی دامپزشکی شامل سرم خرگوش، پلاسمای خرگوش، همولیزین، کمپلمان خرگوش، کمپلمان خوکچه هندی، خون دفیبرینه گوسفندی
- انواع حلال‌های مصرف پزشکی شامل سرم فیزیولوژی، آب قابل تزریق
- جانوران آزمایشگاهی موش، خرموش، خرگوش، همستر، خوکچه هندی